# Claude Barthélemy (football)
Pour les articles homonymes, voir Claude Barthélemy et Barthélemy.
Claude Barthélemy, né le 9 mai 1945 au Cap-Haïtien en Haïti et mort le 6 avril 2020, est un joueur de football international haïtien, qui évoluait au poste d'attaquant, avant de devenir ensuite entraîneur.

## Biographie

### Carrière de joueur

#### Carrière en club
Lors de l'année 1968, il joue avec le club américain des Cougars de Detroit, disputant trois matchs en championnat.

#### Carrière en équipe nationale
Avec l'équipe d'Haïti, il joue 14 matchs et inscrit 4 buts dans les compétitions organisées par la FIFA, entre 1968 et 1977.
Il joue 9 matchs comptant pour les éliminatoires du mondial 1970, et 3 matchs rentrant dans le cadre des éliminatoires du mondial 1974. Il inscrit 4 buts lors de ces éliminatoires.
Il figure dans le groupe des sélectionnés lors de la Coupe du monde de 1974. Lors de la phase finale du mondial organisé en Allemagne, il joue deux matchs : contre l'Italie, et la Pologne.

### Carrière d'entraîneur
Il officie comme sélectionneur de l'équipe d'Haïti entre 1984 et 1985. Il dirige à cet effet deux matchs rentrant dans le cadre des éliminatoires du mondial 1986. Il s'agit de deux défaites pour Haïti.